# 垣岩令佳
垣岩 令佳（かきいわ れいか、1989年7月19日 - ）は、日本の元バドミントン選手、バドミントン指導者。
身長167センチ。右利き。滋賀県大津市出身。現役時代はバドミントン日本代表ナショナルチームに選出され、2012年ロンドンオリンピックにおいて藤井瑞希と組みダブルスで銀メダルを獲得した。

## 人物
祖母が住んでいる熊本県で生まれ、大津市立雄琴小学校→大津市立日吉中学校を経て青森県私立青森山田高等学校卒業。
高校卒業後、高校の1年先輩にあたる藤井の誘いでルネサス セミコンダクタ九州・山口（ルネサスSKY、後にルネサス セミコンダクタ マニュファクチュアリング→再春館製薬所）に入社し、バドミントン部に所属。
2019年3月で現役を引退し、同部コーチに就任した。

## 競技歴
6歳の時にバドミントンを始める。小学生時代からジャンプスマッシュを習得する攻撃的なスタイルで、小学6年生で全国大会3位の成績を収めた。卒業文集に将来の夢として「オリンピックを見てみたい」と記した。
中学校では全国大会、シングルス・団体戦の２冠を達成する。一方で高校はバドミントンの名門、青森山田高等学校に入学した。高校1年生で出場した東北大会団体戦の決勝で当時高校2年生だった藤井と急遽ダブルスを組んで出場し、その後、藤井と正式にダブルスのペアを組むことになり藤井のインターハイシングルス・ダブルス・団体戦の高校3冠に貢献した。
進路に悩んでいた高校3年の夏、柿岩は藤井からの「ダブルスを組んで五輪を目指そう」とのラブコールを受けてNECセミコンダクターズ九州・山口への入社を決意した。北京オリンピックでチームの先輩でもあるスエマエの活躍を応援席で見たのを機に本格的に五輪を目指すようになり、藤井とのコンビで国内外で活躍する。2012年にはロンドンオリンピック日本代表選手に選出され、銀メダル獲得に貢献した。
2014年の世界選手権では前田美順との女子ダブルスで銅メダルを獲得した。
2017年、藤井とペアを再結成し、2020年東京オリンピックを目指すことが発表された。

## 主な戦歴

### 国内試合
- 2002年
  - 全国小学生大会 小学6年生シングルス3位
- 2004年
  - 全国中学生大会 シングルス優勝（団体も優勝したため2冠達成）
- 2006年
  - 全国高校選抜大会 ダブルス優勝
  - アジアジュニア ダブルス3位
  - インターハイ ダブルス優勝（団体も優勝したため2冠達成）
- 2007年
  - インターハイ ダブルス5位（ペアは内井快枝）

### 国際試合
- 2006年
  - アジアジュニア ダブルス3位
- 2012年
  - ロンドンオリンピック ダブルス銀メダル
- 2014年
  - 世界選手権 ダブルス銅メダル